# Измирско метро
Измирското метро (на турски: İzmir Metrosu) е метрото в град Измир, Турция. Създадено е през 2000 г.
Разполага с 14 метростанции с обща дължина от 16,1 km. Има 1 линия. На места върви над земята.